# Priska Madelyn Nugroho
Priska Madelyn Nugroho (* 29. Mai 2003 in Jakarta) ist eine indonesische Tennisspielerin.

## Karriere
Nugroho begann im Alter von sieben Jahren mit dem Tennissport, ihr bevorzugter Spielbelag ist der Hartplatz. Sie spielt vorrangig auf der ITF Women’s World Tennis Tour, wo sie bis jetzt zehn Titel im Einzel und 15 Titel im Doppel gewonnen hat.
2017 gewann sie den Titel der U14 bei den WTA Future Stars in Singapur im Rahmen der WTA Finals.
2019 erreichte sie in Wimbledon im Juniorinneneinzel das Viertelfinale, wie dann auch bei den US Open.
2020 gewann Nugroho mit ihrer Doppelpartnerin Alexandra Eala bei den Australian Open 2020 den Titel bei den Juniorinnen.
2021 wurde Nugroho erstmals für die Indonesische Fed-Cup-Mannschaft nominiert, von ihren bislang acht Matches konnte sie vier, darunter drei Einzel, gewinnen.

## Turniersiege

### Einzel
| Nr. | Datum             | Turnier     | Kategorie | Belag             | Finalgegnerin       | Ergebnis      |
| --- | ----------------- | ----------- | --------- | ----------------- | ------------------- | ------------- |
| 1.  | 24. Juli 2022     | Monastir    | ITF W15   | Hartplatz         | Vaidehi Chaudhari   | 6:3, 1:6, 6:4 |
| 2.  | 31. Juli 2022     | Monastir    | ITF W15   | Hartplatz         | Anastassija Gurjewa | 6:2, 6:1      |
| 3.  | 13. August 2022   | Monastir    | ITF W15   | Hartplatz         | Saki Imamura        | 6:0, 6:3      |
| 4.  | 21. November 2022 | Traralgon   | ITF W25   | Hartplatz         | Naiktha Bains       | 6:4, 6:4      |
| 5.  | 18. Dezember 2022 | Solapur     | ITF W25   | Hartplatz         | Anastasia Kulikova  | 6:4, 6:2      |
| 6.  | 30. Juni 2024     | Hongkong    | ITF W15   | Hartplatz         | Saki Imamura        | 6:3, 6:4      |
| 7.  | 18. August 2024   | Xiamen      | ITF W15   | Hartplatz         | Tang Qianhui        | 2:6, 6:4, 6:0 |
| 8.  | 22. Dezember 2024 | Navi Mumbai | ITF W50   | Hartplatz         | Thasaporn Naklo     | 6:2, 7:63     |
| 9.  | 18. Mai 2025      | Ma’anshan   | ITF W15   | Hartplatz (Halle) | Zhu Chenting        | 6:2, 6:4      |
| 10. | 25. Mai 2025      | Ma’anshan   | ITF W15   | Hartplatz (Halle) | Peangtarn Plipuech  | 6:1, 6:2      |

### Doppel
| Nr. | Datum             | Turnier             | Kategorie | Belag     | Partnerin           | Finalgegnerinnen                  | Ergebnis         |
| --- | ----------------- | ------------------- | --------- | --------- | ------------------- | --------------------------------- | ---------------- |
| 1.  | 7. August 2021    | Frederiksberg       | ITF W15   | Sand      | Naho Satō           | Wiktorija Dema Ani Wangelowa      | 6:0, 6:1         |
| 2.  | 28. August 2021   | Bad Waltersdorf     | ITF W15   | Sand      | Ku Yeon-woo         | Giulia Crescenzi Arianna Zucchini | 6:4, 6:3         |
| 3.  | 14. November 2021 | Scharm asch-Schaich | ITF W15   | Hartplatz | Stéphanie Visscher  | Lee So-ra Anna Ureke              | 6:4, 7:60        |
| 4.  | 25. Juni 2022     | Gurugram            | ITF W25   | Hartplatz | Saki Imamura        | Momoko Kobori Misaki Matsuda      | 6:4, 7:5         |
| 5.  | 2. Juli 2022      | Gurugram            | ITF W25   | Hartplatz | Ankita Raina        | Momoko Kobori Misaki Matsuda      | 3:6, 6:0, [10:6] |
| 6.  | 23. Juli 2022     | Monastir            | ITF W15   | Hartplatz | Wei Sijia           | Back Da-yeon Jeong Bo-young       | 6:4, 6:1         |
| 7.  | 30. Juli 2022     | Monastir            | ITF W15   | Hartplatz | Wei Sijia           | Anastassija Gurjewa Michaela Laki | 6:2, 4:6, [10:5] |
| 8.  | 6. August 2022    | Monastir            | ITF W15   | Hartplatz | Saki Imamura        | Nina Radovanovic Yao Xinxin       | 6:3, 6:2         |
| 9.  | 13. August 2022   | Monastir            | ITF W15   | Hartplatz | Saki Imamura        | Yasmine Mansouri Naho Satō        | 6:1, 6:3         |
| 10. | 15. Oktober 2022  | Monastir            | ITF W60   | Hartplatz | Wei Sijia           | Isabelle Haverlag Suzan Lamens    | 6:3, 6:2         |
| 11. | 24. Dezember 2022 | Navi Mumbai         | ITF W25   | Hartplatz | Jekaterina Jaschina | Ankita Raina Prarthana Thombare   | 6:3, 6:2         |
| 12. | 22. März 2025     | Lu’an               | ITF W75   | Hartplatz | Ankita Raina        | Kryszina Dsmitruk Kira Pawlowa    | 6:0, 6:3         |
| 13. | 14. Juni 2025     | Luzhou              | ITF W35   | Hartplatz | Janice Tjen         | Saki Imamura Ikumi Yamazaki       | 6:4, 6:3         |
| 14. | 21. Juni 2025     | Taizhou             | ITF W50   | Hartplatz | Janice Tjen         | Huang Yujia Zheng Wushuang        | 6:3, 6:4         |
| 15. | 16. August 2025   | Erwitte             | ITF W35   | Sand      | Tilwith Di Girolami | Laura Böhner Mina Hodzic          | 7:610, 6:1       |